# 규암성결교회 옛 교회당
규암성결교회 옛 교회당은 충청남도 부여군 규암면 외리에 있는 건축물이다. 2012년 8월 28일 부여군의 향토문화유산 제114호로 지정되었다.

## 개요
1905년에 신축된 건물로 1909년부터 1958년까지 성결교회로 사용되었다. 기존의 전통가옥을 교회당으로 이용하여 남·녀의 출입 및 예배공간을 분리하여 사용한 사례를 확인할 수 있는 귀중한 자료이며, 현존하는 성결교회 건물 중 가장 오래된 건축물로서 역사적 가치가 있다.